# Cunderdin
Cunderdin – miasto w Australii, w stanie Australia Zachodnia.